# Röthlein
Röthlein – miejscowość i gmina w Niemczech, w kraju związkowym Bawaria, w rejencji Dolna Frankonia, w regionie Main-Rhön, w powiecie Schweinfurt. Leży około 8 km na południe od Schweinfurtu, przy drodze B286.

## Dzielnice
W skład gminy wchodzą trzy dzielnice: Röthlein, Heidenfeld i Hirschfeld.

## Demografia
| Rok  | Liczba mieszk. |
| ---- | -------------- |
| 2004 | 4 897          |
| 2005 | 4 905          |

## Polityka
Wójtem jest Edgar Engelbrecht. Rada gminy składa się z 16 członków:
|      | CSU | SPD | Chrześcijańska Wspólnota Wyborcza Heidenfeld | Wolna Wspólnota Wyborcza Heidenfeld | Niezrzeszona Wspólnota Wyborcza Heidenfeld | Razem     |
| 2002 | 5   | 3   | 4                                            | 2                                   | 2                                          | 16 miejsc |

## Współpraca
Miejscowość partnerska:
- Cormelles-le-Royal, Francja

## Oświata
W gminie znajduje się oraz szkoła podstawowa (około 180 uczniów).